# 竹園飛劍
竹園飛劍（日语：テイエムスパーダ）是日本現役純種競賽馬匹。目前主要勝場有2022年CBC賞及2023年人馬錦標。

## 出賽前
2019年4月25日出生於北海道浦河町浦河小林牧場，成長途中被馬主竹園正繼購入。
其後交由栗東訓練中心練馬師五十嵐忠男訓練。

## 競賽生涯

### 2歲
2021年7月11日出戰小倉競馬場2歲新馬戰，比賽初段位處第二的位置推進，但於通過彎道時經已越過對手，在直路上繼續和對手纏鬥下成功佔據上風，最終以頭位優秀取得首勝。
其後選擇以公開賽鳳凰賞作為首戰，本次比賽採用領放戰術，一直在最先頭位置保持優秀下在直路嘗試加速堅守位置，但仍然被衝出的奈村佳盈超越，以1/2馬位差距取得第二。

### 3歲
2022年首戰為一捷馬戰薊花錦標，出閘後保持在第二的位置，最後彎道逐步發力下於直路初段經已透出，後續繼續拋離對手下以3馬位輕鬆取勝。
但其後挑戰分級賽時未能維持表現，於雌馬賽及葵錦標中均因為直路的失速而分別以第十三及第十一大敗。
1個月後以皆生特別作為目標，繼續保持在第二的位置下於直路中段經已進佔優勢，最終拉開後方2 1/2馬位取勝。
7月3日越級挑戰CBC賞，因需要造出48公斤的超低磅而夥拍女騎師今村聖奈出戰。比賽開始後，其隨即以極快的速度搶佔先頭位置，順利帶出前600米31.8秒的極快步速。進入直路後，由於其背負磅位較輕體力消耗較少，因而可以繼續於前方進行加速拋離對手，最終以3 1/2馬位取得首個分級賽冠軍，亦為騎師今村帶來首個分級賽優勝，更以1分5.8秒的完賽時間打破草地1200米日本紀錄。
其後在8月以北九州紀念作為目標，本次比賽繼續以領放的姿態展開推進，然而在直路中段開始失速下被對手超越以第七落敗。
秋季直接出戰短途馬錦標，比賽初段於最內欄的位置衝出並搶佔位置，隨即展開領放並再度帶出前600米32.5秒的超快步速。然而本次賽事由於其背負較重的負磅，因而在直路中段時經已耗盡體力，最終大幅失速下以第十五大敗。
11月27日以京阪盃作為目標，本次比賽保持在第三的先頭位置逐步前進，但於直路上未能展現優秀的加速力，最終被對手壓制下僅跑獲第六。

### 4歲
2023年年初出戰絲路錦標，然而然而漏閘下一直處於最後方的位置未能衝出以十五大敗，1個月後增程出戰小倉大賞典亦因為力盡而取得包尾第十六的戰績。
其後因練馬師五十嵐忠男到達退休年齡，竹園飛劍轉投同屬栗東訓練中心的木原一良馬房繼續現役。
休養過後於夏季繼續出戰CBC賞，但途中再度失速以第八落敗，其後的北九州紀念亦陷入同樣局面取得第十三。
進入秋季後，其以人馬錦標作為起動戰，因為近期慘淡的戰績於賽前為獨贏112.6賠率的第十四人氣。比賽開始後，其順利搶佔先頭位置進行領放，在頭200至400米時候以自身節奏造出較快步速，在頭400至600米時則稍為放慢以減少體力消耗。進入直路後，其仍然可以沿欄展開推進，逐步拋離對手之下成功阻止後上馬愛勁利的追擊，以1馬位優勢率先衝線取勝，亦使騎師富田曉贏得首個分級賽冠軍。

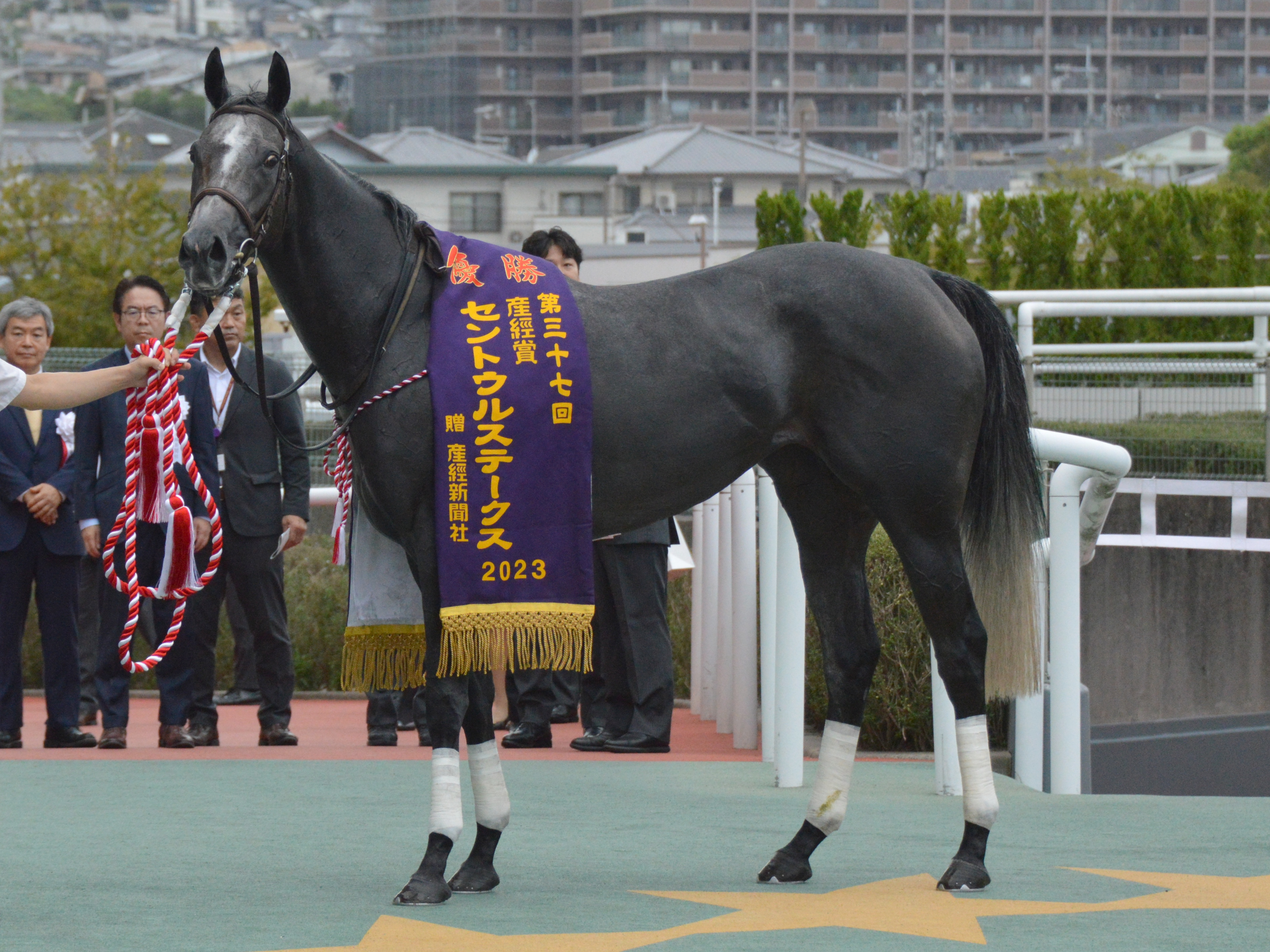
人馬錦標頒獎儀式

其後選擇出戰短途馬錦標，但再度失速之下跑獲第十四的戰績。

### 5歲
2024年年初再度以絲路錦標作為首戰，但仍然未能造出突破下取得第十四，其後的高松宮紀念及北九州紀念亦因為大幅失速而以包尾第十八大敗。
夏季選擇前往新潟競馬場出戰1000米直路賽事夏季短途錦標，比賽初段未有過於主動下僅保持在山女郎後方，直至中段對手稍為力弱才衝出以求透出，但最終仍然不敵魔族美妙及極級必勝取得第三。
進入秋季後，其再度挑戰人馬錦標以求連霸，但本次比賽未能一放到底下以第十六大敗。
其後未有前往短途馬錦標下在11月下旬出戰京阪盃，但同樣失速收場取得第十二的戰績。

### 6歲
2025年年初選擇以海洋錦標作為目標，但完全失速之下沉底以第十五大敗。
海洋錦標賽後，由於第二任練馬師木原一良亦到達退休年齡，竹園飛劍再度轉換廄社，交由練馬師小椋研介訓練。
轉廄後未有選擇出戰高松宮紀念下增程出戰愛知盃，本次比賽依然堅持領放的戰術，但追最終不斷失速下以第十七大敗。
其後縮程前往公開賽錦標韋駄天錦標，比賽初段因處於外檔起步順勢進行領放，在中段位置開始加速帶離對手，最終在末段繼續維持走勢下率先衝線取得勝利。
其後選擇挑戰夏季短途錦標，本次比賽再度採用領放戰術，於出閘後隨即貼着外檔衝刺，並一直保持走勢。於中後段，其仍然以不俗的衝勢在前方加速，雖然最終被中內欄的純魔法超越，但仍然可以壓制極級必勝跑獲亞軍。

### 詳細賽績
| 日期       | 舉辦國家 | 馬場 | 距離   | 級別 | 賽事名稱     | 負重 | 騎師     | 馬號 | 出馬 | 名次 | 時間   | 頭馬（二馬）   |
| ---------- | -------- | ---- | ------ | ---- | ------------ | ---- | -------- | ---- | ---- | ---- | ------ | -------------- |
| 11/7/2021  | 日本     | 小倉 | 草1200 |      | 2歲新馬      | 54   | 福永祐一 | 3    | 8    | 1    | 1:09.5 | （Anjinho）    |
| 14/8/2021  | 日本     | 小倉 | 草1200 | OP   | 鳳凰賞       | 54   | 岩田望來 | 1    | 10   | 2    | 1:10.9 | 奈村佳盈       |
| 20/2/2022  | 日本     | 小倉 | 草1200 |      | 薊花賞       | 54   | 國分恭介 | 12   | 16   | 1    | 1:10.3 | （Selenophos） |
| 13/3/2022  | 日本     | 阪神 | 草1400 | GII  | 雌馬賽       | 54   | 國分恭介 | 8    | 15   | 13   | 1:21.8 | 莊嚴詠歌       |
| 28/5/2022  | 日本     | 中京 | 草1200 | GIII | 葵葉錦標     | 54   | 國分恭介 | 2    | 17   | 11   | 1:09.0 | 出奇致勝       |
| 18/6/2022  | 日本     | 阪神 | 草1200 |      | 皆生特別     | 52   | 國分恭介 | 1    | 11   | 1    | 1:07.9 | （竹園特快）   |
| 3/7/2022   | 日本     | 小倉 | 草1200 | GIII | CBC賞        | 48   | 今村聖奈 | 5    | 17   | 1    | 1:05.8 | （大成遠見）   |
| 21/8/2022  | 日本     | 小倉 | 草1200 | GIII | 北九州紀念   | 51   | 國分恭介 | 4    | 18   | 7    | 1:07.4 | 旅程愉快       |
| 2/10/2022  | 日本     | 中山 | 草1200 | GI   | 短途馬錦標   | 53   | 國分恭介 | 1    | 16   | 15   | 1:08.8 | 險峰懸壁       |
| 27/11/2022 | 日本     | 阪神 | 草1200 | GIII | 京阪盃       | 53   | 今村聖奈 | 5    | 16   | 6    | 1:08.0 | 濠城           |
| 29/1/2023  | 日本     | 中京 | 草1200 | GIII | 絲路錦標     | 55   | 今村聖奈 | 11   | 15   | 14   | 1:09.0 | 奈村佳盈       |
| 19/2/2023  | 日本     | 小倉 | 草1800 | GIII | 小倉大賞典   | 54   | 今村聖奈 | 3    | 16   | 16   | 1:53.8 | 金榜冠軍       |
| 2/7/2023   | 日本     | 中京 | 草1200 | GIII | CBC賞        | 55   | 國分恭介 | 5    | 12   | 8    | 1:07.9 | 加市冠冕       |
| 20/8/2023  | 日本     | 小倉 | 草1200 | GIII | 北九州紀念   | 55   | 今村聖奈 | 12   | 18   | 13   | 1:08.2 | 加市冠冕       |
| 10/9/2023  | 日本     | 阪神 | 草1200 | GII  | 人馬錦標     | 55   | 富田曉   | 11   | 15   | 1    | 1:07.2 | （愛勁利）     |
| 1/10/2023  | 日本     | 中山 | 草1200 | GI   | 短途馬錦標   | 56   | 富田曉   | 2    | 16   | 14   | 1:09.2 | 大海女神       |
| 28/1/2024  | 日本     | 京都 | 草1200 | GIII | 絲路錦標     | 56   | 富田曉   | 14   | 18   | 14   | 1:09.1 | 賢德之君       |
| 24/4/2024  | 日本     | 中京 | 草1200 | GI   | 高松宮紀念   | 56   | 富田曉   | 7    | 18   | 18   | 1:11.6 | 消暑樂祭       |
| 30/6/2024  | 日本     | 小倉 | 草1200 | GIII | 北九州紀念   | 56   | 酒井學   | 2    | 18   | 18   | 1:09.9 | 純魔法         |
| 28/7/2024  | 日本     | 新潟 | 草1000 | GIII | 夏季短途錦標 | 57   | 酒井學   | 17   | 18   | 3    | 0:55.4 | 魔族美妙       |
| 8/9/2024   | 日本     | 中京 | 草1200 | GII  | 人馬錦標     | 57   | 酒井學   | 10   | 18   | 16   | 1:08.8 | 濠城           |
| 24/11/2024 | 日本     | 京都 | 草1200 | GIII | 京阪盃       | 56   | 小澤大仁 | 13   | 18   | 12   | 1:08.9 | 偉大凱撒       |
| 1/3/2025   | 日本     | 中山 | 草1200 | GIII | 海洋錦標     | 55   | 富田曉   | 7    | 15   | 15   | 1:08.9 | 大海女神       |
| 23/3/2025  | 日本     | 中京 | 草1400 | GIII | 愛知盃       | 56   | 川須榮彥 | 1    | 18   | 17   | 1:22.0 | 麗圖小鎮       |
| 25/5/2025  | 日本     | 新潟 | 草1000 | OP   | 韋駄天錦標   | 56   | 齋藤新   | 15   | 16   | 1    | 0:55.5 | (Rivara)       |
| 3/8/2025   | 日本     | 新潟 | 草1000 | GIII | 夏季短途錦標 | 56   | 齋藤新   | 13   | 18   | 2    | 0:53.8 | 純魔法         |

## 血統簡介
父系赤劍為日本賽駒，生涯戰績不俗，曾勝出勝出東京新聞盃、關屋紀念及京王盃春季盃，亦曾於NHK一哩賽跑獲亞軍。祖父大樹快車爲美國生產的日本賽駒，生涯稱霸日本短途及一哩賽事，於1600米路程未嘗一敗，曾勝出安田紀念、短途馬錦標及連霸一哩冠軍賽，更於退役後被選出爲日本中央競馬會第26匹日本殿堂馬。
母系Toshi the Cozzene為日本賽駒，生涯僅勝出條件戰級別的賽事。外祖父喜高善亦是日本賽駒，生涯戰績優秀，尤其活躍於一哩賽事，曾勝出朝日盃三歲錦標及安田紀念。

### 血統表
| 父線：Halo系（Hail to Reason系）           |                             |               |                    |
| 種馬 赤劍 2006年（棗色）                   | 大樹快車 1994年（栗色）     | Devil's Bag   | Halo               |
| 種馬 赤劍 2006年（棗色）                   | 大樹快車 1994年（栗色）     | Devil's Bag   | Ballade            |
| 種馬 赤劍 2006年（棗色）                   | 大樹快車 1994年（栗色）     | Welsh Muffin  | Caerleon           |
| 種馬 赤劍 2006年（棗色）                   | 大樹快車 1994年（栗色）     | Welsh Muffin  | Muffitys           |
| 種馬 赤劍 2006年（棗色）                   | Barbicat 1993年（棗色）     | 雷貓          | 雷鳥               |
| 種馬 赤劍 2006年（棗色）                   | Barbicat 1993年（棗色）     | 雷貓          | Terlingua          |
| 種馬 赤劍 2006年（棗色）                   | Barbicat 1993年（棗色）     | Barbabika     | Bates Motel        |
| 種馬 赤劍 2006年（棗色）                   | Barbicat 1993年（棗色）     | Barbabika     | War Exchange       |
| 繁殖雌馬 Toshi the Cozzene 2005年（灰色）  | 喜高善 1996年（灰色）       | 高善          | Caro               |
| 繁殖雌馬 Toshi the Cozzene 2005年（灰色）  | 喜高善 1996年（灰色）       | 高善          | Ride the Trails    |
| 繁殖雌馬 Toshi the Cozzene 2005年（灰色）  | 喜高善 1996年（灰色）       | Admire McArdy | 北方風味           |
| 繁殖雌馬 Toshi the Cozzene 2005年（灰色）  | 喜高善 1996年（灰色）       | Admire McArdy | Mrs McArdy         |
| 繁殖雌馬 Toshi the Cozzene 2005年（灰色）  | Toshi Melody 1998年（棗色） | Mining        | 淘金者             |
| 繁殖雌馬 Toshi the Cozzene 2005年（灰色）  | Toshi Melody 1998年（棗色） | Mining        | I Pass             |
| 繁殖雌馬 Toshi the Cozzene 2005年（灰色）  | Toshi Melody 1998年（棗色） | Satsuma Liebe | Cacorthes          |
| 繁殖雌馬 Toshi the Cozzene 2005年（灰色）  | Toshi Melody 1998年（棗色） | Satsuma Liebe | Nijinsky Sentiment |
| 雌系：號族：7                              |                             |               |                    |
| 五代內近親交配：尼真斯基 5×5、北地舞人 5×5 |                             |               |                    |

## 命名由來
名字中，T M（テイエム）為馬主竹園正繼的冠名，出自其姓氏竹園羅馬化後的首字母「T」及名字正繼羅馬化後的首字母「M」，香港直接採用「竹園」作為翻譯，Spada（スパーダ）則繼承自父系赤劍的名字，香港翻譯為「飛劍」。

## 外部連結
- 竹園飛劍 netkeiba.com
- 血統表